# 16 Ursae Majoris
c Ursae Majoris
Désignations
16 Ursae Majoris (en abrégé 16 UMa) ou c Ursae Majoris (dans la désignation de Bayer) est un système binaire d'étoiles de la constellation de la Grande Ourse. Il a une magnitude apparente visuelle de 5,20 et est donc visible à l'œil nu. Les mesures de la parallaxe annuelle du système par le satellite Gaia donnent une estimation de distance de 66 années-lumière du Soleil.

## Environnement stellaire
16 Ursae Majoris s'approche de la Terre avec une vitesse radiale de −14,3 km/s. Son passage au périhélie se produira dans 1,3 million d'années. Le système sera alors à quatre parsecs (13 années-lumière) du Soleil. C'est probablement un membre du disque mince de la Voie Lactée.
Aucune trace d’excès infrarouge qui pourrait indiquer la présence d'un disque de débris autour de l'étoile n'a été trouvée.

## Propriétés
Le nature binaire de 16 Ursae Majoris a été découverte par l'Observatoire fédéral d'astrophysique en 1919. Les deux étoiles orbitent l'une autour de l'autre avec une période de 16,2 jours et une excentricité de 0,1. Le demi-grand axe de leur orbite intercepte un angle d'environ 2,9 millisecondes d'arc et le plan de l'orbite est incliné d'un angle de 106 degrés par rapport à la ligne de visée. 
L’étoile la plus massive a un type spectral G0V, ce qui suggère qu'elle est une naine jaune semblable par exemple à Iota Persei. Elle a une masse d'environ 1,2 fois la masse du Soleil et un rayon de 2,6 fois le rayon du Soleil. La différence de magnitude entre les deux étoiles est estimée à 4,5 ± 0,6. La seconde étoile est probablement une naine orange. Le système n'affiche aucune indication d’activité chromosphérique.